# Zenta Kopp
Kreszentia „Zenta“ Kopp, geb. Gastl, (* 29. Dezember 1933 in München) ist eine ehemalige deutsche Leichtathletin.
Zenta Kopp gehörte zunächst dem Sportverein MTV 1879 München an, bevor sie 1954 zum Lokalrivalen TSV 1860 München wechselte. Bei internationalen Wettkämpfen startete sie für die Bundesrepublik ab den 1950er-Jahren bis 1964 im 80-Meter-Hürdenlauf. Ihre größten Erfolge sind der Weltrekord in 10,6 s (29. Juli 1956 in Frechen) und die Silbermedaille bei den Leichtathletik-Europameisterschaften 1958 in Stockholm mit 10,9 s.
Bei Deutschen Meisterschaften gewann sie zwischen 1952 und 1964 im 80-Meter-Hürdenlauf fünf Meistertitel, drei Vizemeisterschaften und einen dritten Platz. Außerdem wurde sie mit der 4-mal-100-Meter-Staffel des TSV 1860 zweimal Dritte und einmal Zweite. 1959 und 1960 wurde sie zudem Deutsche Meisterin im Weitsprung.
Sie startete auch bei den Europameisterschaften 1954 sowie den Olympischen Spielen 1956 und 1960 und schied dort jeweils im Zwischenlauf aus, 1956 in Melbourne als Weltrekordinhaberin und Favoritin.
In ihrer Wettkampfzeit war sie 1,75 m groß und 62 kg schwer.